# Гордон, Кайова

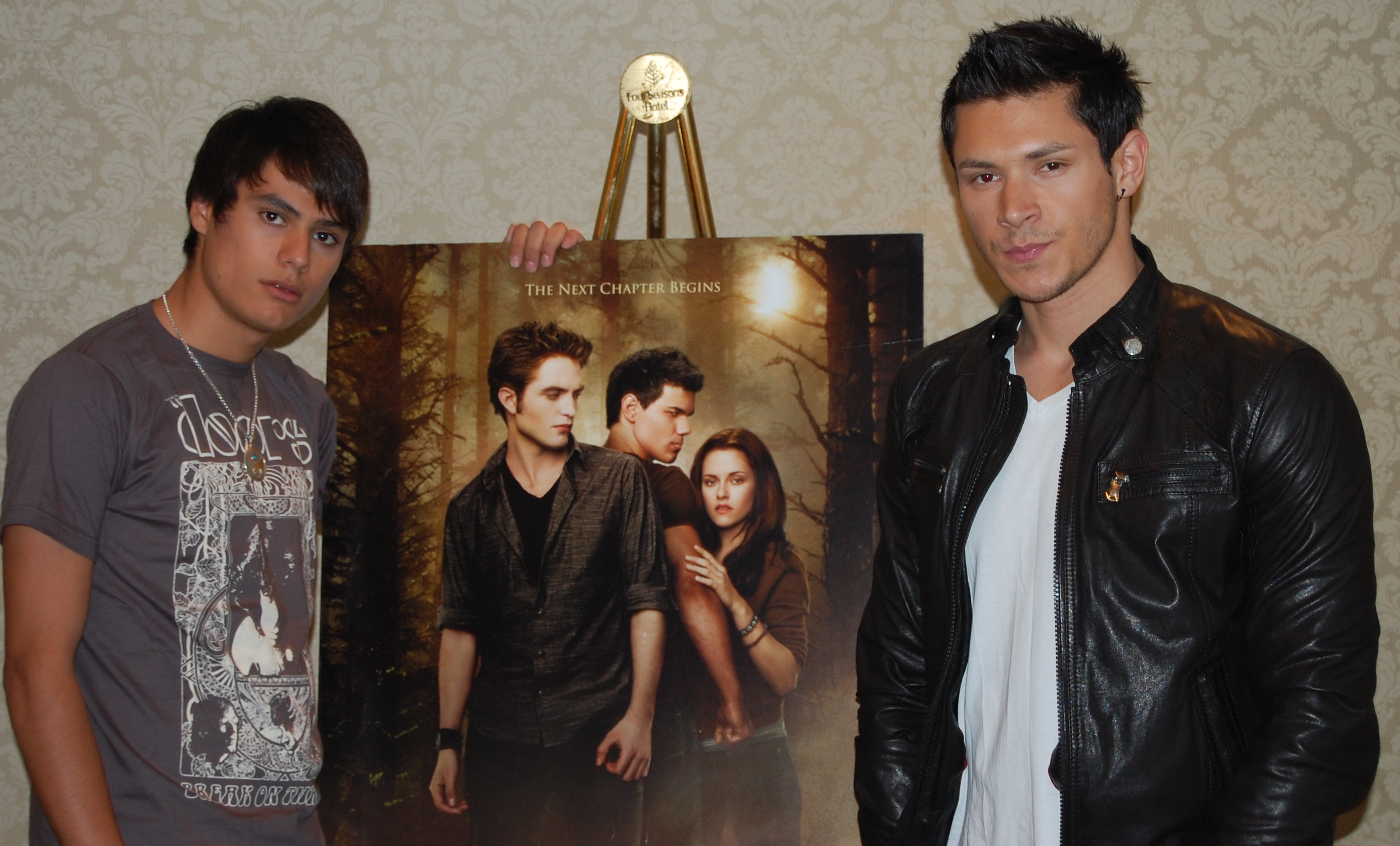
Кайова Гордон

Кайова Гордон (англ. Kiowa Joseph Gordon; род. 25 марта 1990, Берлин, Германия) — американский актёр, известный по роли оборотня Эмбри Колла в фильмах «Сумерки. Сага. Новолуние», «Сумерки. Сага. Затмение» и «Сумерки. Сага: Рассвет — Часть 1».

## Биография
Кайова Гордон родился в Берлине, где работал его отец, работник ЦРУ, Томас Гордон. Его мать Камилл Гордон была актрисой. Кайова был седьмым ребёнком в семье. Он является потомком индейцев племени валапай, проживающего в горах на северо-западе штата Аризона.
Семья Гордона переехала в Америку, когда актёру исполнилось два года. Он окончил среднюю школу в городе Кейв-Крик, Аризона.
В 2009 году Гордон сыграл роль оборотня Эмбри Колла в экранизации романа Стефани Майер «Сумерки. Сага. Новолуние». Кроме того, Кайова Гордон является вокалистом группы Touché, которая исполняет композиции в стиле метал.
В 2021 году было объявлено, что Гордон сыграет главную роль Джима Чи в телесериале «Темные ветры», психологическом триллере на канале AMC. Премьера состоялась 12 июня 2022 года и была продлена на второй сезон.